# Violetto manganese

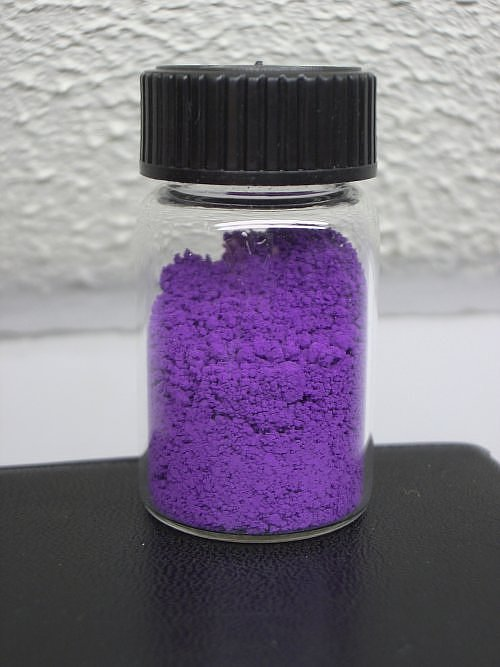

Il violetto di manganese (o violetto minerale o violetto di Borgogna o violetto di Norimberga) è una gradazione di viola.

## Descrizione
Questo colore ha origine sia inorganica che sintetica. Venne realizzato per la prima volta nel 1868 da Anton Leykauf. Il colore risulta dall'unione dal pirofosfato manganoso ammonico con un fosfato di manganese. Viene ottenuto tramite un procedimento molto complesso: un vaso smaltato di perossido di manganese viene portato a fusione con acido fosforico, facendo bollire il composto violetto con carbonato ammonico. Dopo una prima lavorazione il composto viene filtrato, al lavaggio ed alla fusione finale. Il colore è piuttosto coprente. Può essere usato nella pittura a tempera, encausto e nella pittura ad olio mentre viene sconsigliato per l'affresco.